# Ceratozetes spitsbergensis
Ceratozetes spitsbergensis är en kvalsterart som beskrevs av Thor 1934. Ceratozetes spitsbergensis ingår i släktet Ceratozetes och familjen Ceratozetidae. Inga underarter finns listade i Catalogue of Life.